# Morcourt (Aisne)
Morcourt – miejscowość i gmina we Francji, w regionie Hauts-de-France, w departamencie Aisne.
Według danych na styczeń 2014 roku gminę zamieszkiwało 617 osób, a gęstość zaludnienia wynosiła 102,2 osób/km².